# 다레스 프리기누스
다레스 프리기누스(라틴어: Dares Phrygius)는 트로이 사람으로 헤파이스토스의 사제로 부유하고 나무랄데 없는 사람이었다. 그에게는 페게우스와 이다이오스라는 두 명의 아들이 있었는데 트로이 전쟁에서 그리스 연합군을 맞아 싸웠다.
두 사람은 디오메데스를 맞아 싸웠는데 페게우스는 디오메데스의 창에 가슴이 뚫려 전사하였고 동생 이다이오스는 도망쳤다.
다레스는 호메로스의 작품속 인물일 뿐만 아니라 실존한 인물로도 알려져 있으며 호메로스 이전에 트로이의 흥망사를 다룬 책을 저술한 것으로 알려져 있다. 그 책은 원본은 없고 고대 로마의 저술가 코르넬리우스 네포스가 편지 형식으로 남긴 라틴어 번역본이 전해지는데 그 제목은 《Daretis Phrygii de excidio Trojae historia》 (번역하면 다레스 프리기누스의 트로이 멸망사)이다. 이 작품은 호메로스가 아직 많이 읽히지 않았던 중세에 널리 읽혀졌던 책이나 그 저술상태나 문체 등으로 볼 때 기원후 5세기경의 작품으로 보이며 또한 정말로 다레스가 쓴 그리스어 원본을 라틴어로 번역한 것인지 등 진위가 분명치 않다.
다레스 프리기누스와 비슷한 경우로 딕티스 크레텐시스의 〈De excidio〉(‘멸망’) 이 있는데 이 두 작품이 중세시기에 트로이 전설을 다룬 중요한 문헌으로 취급되었다.